# Campeonato Europeu de Atletismo em Pista Coberta de 2019 - 60 m feminino
A prova dos 60 metros feminino do Campeonato Europeu de Atletismo em Pista Coberta de 2019 foi disputada no dia 2 de março de 2019 na Emirates Arena, em Glasgow, no Reino Unido. 

## Recordes
Antes desta competição, os recordes mundiais e do campeonato nesta prova eram os seguintes:
|                       | Nome            | Nacionalidade | Tempo | Local | Data                                           |
| --------------------- | --------------- | ------------- | ----- | ----- | ---------------------------------------------- |
| Recorde mundial       | Irina Privalova | Rússia        | 6s 92 | Madri | 11 de fevereiro de 1993 9 de fevereiro de 1995 |
| Recorde do campeonato | Nelli Cooman    | Países Baixos | 7s 00 | Madri | 23 de fevereiro de 1986                        |
| Recorde europeu       | Irina Privalova | Rússia        | 6s 92 | Madri | 11 de fevereiro de 1993 9 de fevereiro de 1995 |

## Medalhistas
| Ouro              | Prata                 | Bronze            |
| Ewa Swoboda (POL) | Dafne Schippers (NED) | Asha Philip (GBR) |

## Cronograma
Todos os horários são locais (UTC +0).
| Data       | Hora  | Evento    |
| ---------- | ----- | --------- |
| 2 de março | 11:13 | Bateria   |
| 2 de março | 18:50 | Semifinal |
| 2 de março | 20:35 | Final     |

## Resultados

### Bateria
Qualificação: 3 atletas de cada bateria (Q) mais os 6 melhores qualificados (q). 
| Posição | Bateria | Atleta                        | Nacionalidade | Tempo | Notas  |
| ------- | ------- | ----------------------------- | ------------- | ----- | ------ |
| 1       | 2       | Ewa Swoboda                   | Polónia       | 7.14  | Q      |
| 2       | 1       | Asha Philip                   | Grã-Bretanha  | 7.23  | Q      |
| 3       | 3       | Rachel Miller                 | Grã-Bretanha  | 7.24  | Q      |
| 4       | 6       | Dafne Schippers               | Países Baixos | 7.24  | Q      |
| 5       | 6       | Kristal Awuah                 | Grã-Bretanha  | 7.26  | Q      |
| 6       | 4       | Krystsina Tsimanouskaya       | Bielorrússia  | 7.27  | Q      |
| 7       | 4       | Ajla Del Ponte                | Suíça         | 7.27  | Q      |
| 8       | 2       | Ezinne Okparaebo              | Noruega       | 7.27  | Q, =   |
| 9       | 1       | Maja Mihalinec                | Eslovênia     | 7.28  | Q,     |
| 10      | 5       | Carolle Zahi                  | França        | 7.29  | Q      |
| 11      | 3       | Lisa Marie Kwayie             | Alemanha      | 7.30  | Q      |
| 12      | 5       | Mujinga Kambundji             | Suíça         | 7.31  | Q      |
| 13      | 5       | Diana Vaisman                 | Israel        | 7.33  | Q,     |
| 14      | 6       | Lorène Dorcas Bazolo          | Portugal      | 7.33  | Q      |
| 15      | 2       | Alexandra Toth                | Áustria       | 7.33  | Q      |
| 16      | 2       | Jamile Samuel                 | Países Baixos | 7.34  | q      |
| 17      | 5       | Mathilde Kramer               | Dinamarca     | 7.34  | q, = } |
| 18      | 1       | Rebekka Haase                 | Alemanha      | 7.36  | Q      |
| 19      | 6       | Klaudia Sorok                 | Hungria       | 7.37  | q, =   |
| 20      | 4       | Irene Ekelund                 | Suécia        | 7.38  | Q      |
| 21      | 3       | Sarah Atcho                   | Suíça         | 7.38  | Q      |
| 22      | 5       | Klára Seidlová                | Chéquia       | 7.39  | q      |
| 23      | 1       | Sindija Bukša                 | Letônia       | 7.39  | Q      |
| 24      | 3       | Estela García                 | Espanha       | 7.40  | q      |
| 25      | 6       | Helene Rønningen              | Noruega       | 7.41  | =      |
| 26      | 1       | Jael Bestue                   | Espanha       | 7.41  |        |
| 27      | 5       | Patricia van der Weken        | Luxemburgo    | 7.41  |        |
| 28      | 3       | Mizgin Ay                     | Turquia       | 7.42  |        |
| 29      | 6       | Molly Scott                   | Irlanda       | 7.43  |        |
| 30      | 4       | Marina Andreea Baboi          | Roménia       | 7.44  |        |
| 31      | 6       | Elin Östlund                  | Suécia        | 7.44  |        |
| 32      | 2       | Paula Sevilla                 | Espanha       | 7.44  |        |
| 33      | 3       | Zakiyya Hasanova              | Azerbaijão    | 7.45  |        |
| 34      | 1       | Nasrana Bacar                 | França        | 7.46  |        |
| 35      | 4       | Milana Tirnanić               | Sérvia        | 7.47  |        |
| 36      | 2       | Paraskevi Andreou             | Chipre        | 7.48  |        |
| 37      | 4       | Yana Kachur                   | Ucrânia       | 7.52  |        |
| 38      | 4       | Akvile Andriukaityte          | Lituânia      | 7.54  |        |
| 39      | 3       | Monika Weigertová             | Eslováquia    | 7.54  |        |
| 40      | 5       | Lauren Roy                    | Irlanda       | 7.62  |        |
| 41      | 3       | Charlotte Wingfield           | Malta         | 7.67  |        |
| 42      | 6       | Zyanne Hook                   | Gibraltar     | 8.49  |        |
| 43      | 2       | Rafailía Spanoudáki-Hatziríga | Grécia        | DSQ   | R162.7 |

### Semifinal
Qualificação: 2 atletas de cada bateria (Q) mais os 2 melhores qualificados (q).. 

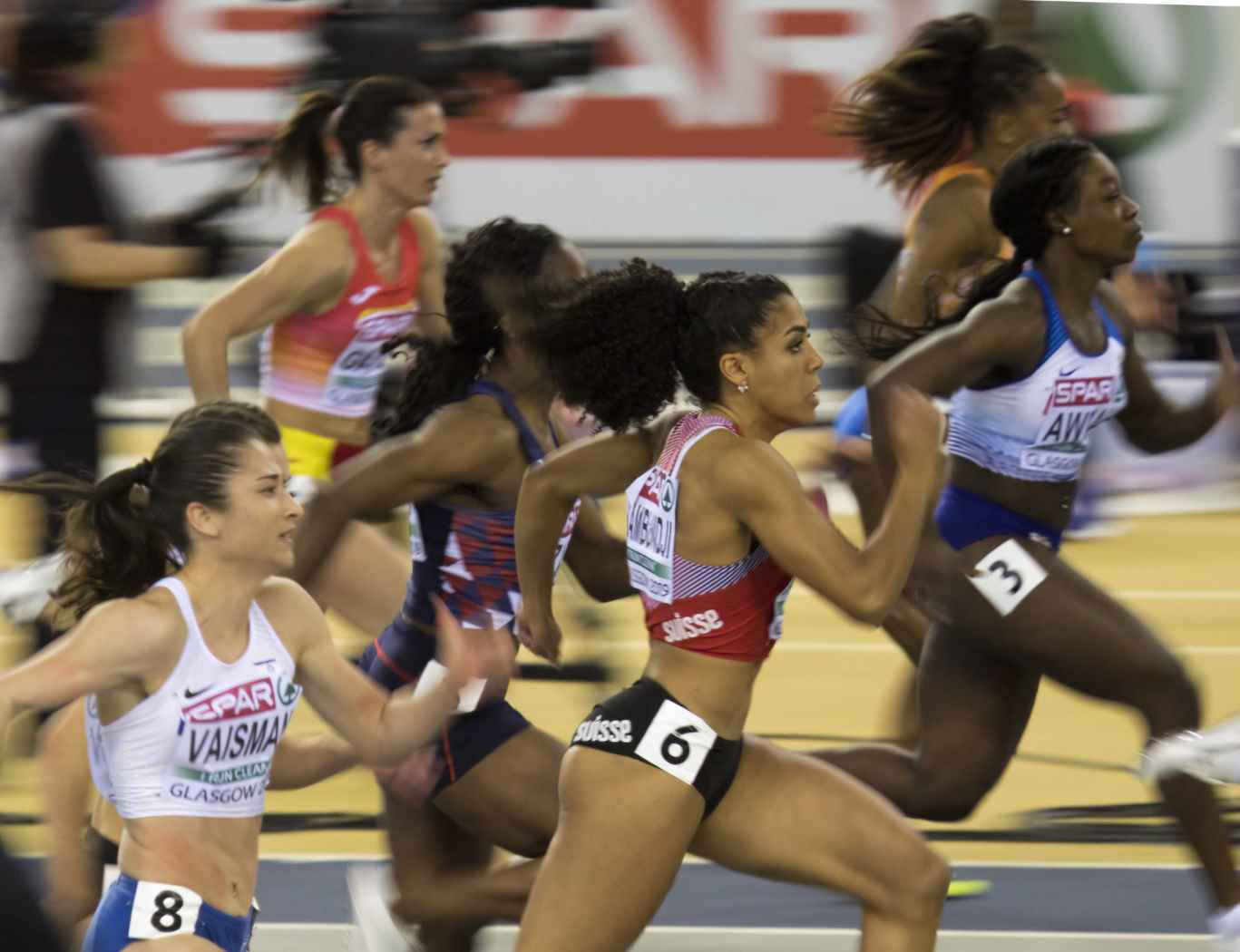
Semifinal 1

| Posição | Bateria | Atleta                  | Nacionalidade | Tempo | Notas            |
| ------- | ------- | ----------------------- | ------------- | ----- | ---------------- |
| 1       | 1       | Ewa Swoboda             | Polónia       | 7.11  | Q                |
| 2       | 3       | Asha Philip             | Grã-Bretanha  | 7.19  | Q                |
| 3       | 2       | Dafne Schippers         | Países Baixos | 7.19  | Q                |
| 4       | 1       | Mujinga Kambundji       | Suíça         | 7.22  | Q                |
| 5       | 1       | Kristal Awuah           | Grã-Bretanha  | 7.22  | q                |
| 6       | 3       | Ajla Del Ponte          | Suíça         | 7.25  | Q                |
| 7       | 3       | Krystsina Tsimanouskaya | Bielorrússia  | 7.26  | q                |
| 8       | 3       | Lisa Marie Kwayie       | Alemanha      | 7.29  |                  |
| 9       | 2       | Maja Mihalinic          | Eslovênia     | 7.30  | Q                |
| 10      | 1       | Jamile Samuel           | Países Baixos | 7.31  |                  |
| 11      | 1       | Diana Vaisman           | Israel        | 7.32  | Recorde nacional |
| 12      | 2       | Ezinne Okparaebo        | Noruega       | 7.32  |                  |
| 13      | 1       | Carolle Zahi            | França        | 7.35  |                  |
| 14      | 3       | Lorene Dorcas Bazolo    | Portugal      | 7.35  |                  |
| 14      | 1       | Alexandra Toth          | Áustria       | 7.36  |                  |
| 16      | 2       | Rachel Miller           | Grã-Bretanha  | 7.37  |                  |
| 17      | 2       | Rebekka Haase           | Alemanha      | 7.37  |                  |
| 17      | 2       | Klaudia Sorok           | Hungria       | 7.39  |                  |
| 19      | 2       | Sarah Atcho             | Suíça         | 7.41  |                  |
| 19      | 3       | Irene Ekelund           | Suécia        | 7.41  |                  |
| 21      | 2       | Klára Seidlová          | Chéquia       | 7.41  |                  |
| 22      | 3       | Sindija Bukša           | Letônia       | 7.42  |                  |
| 23      | 3       | Mathilde Kramer         | Dinamarca     | 7.44  |                  |
| 24      | 1       | Estela García           | Espanha       | 7.46  |                  |

### Final
A final aconteceu às 20:35 no dia 2 de março de 2019. 

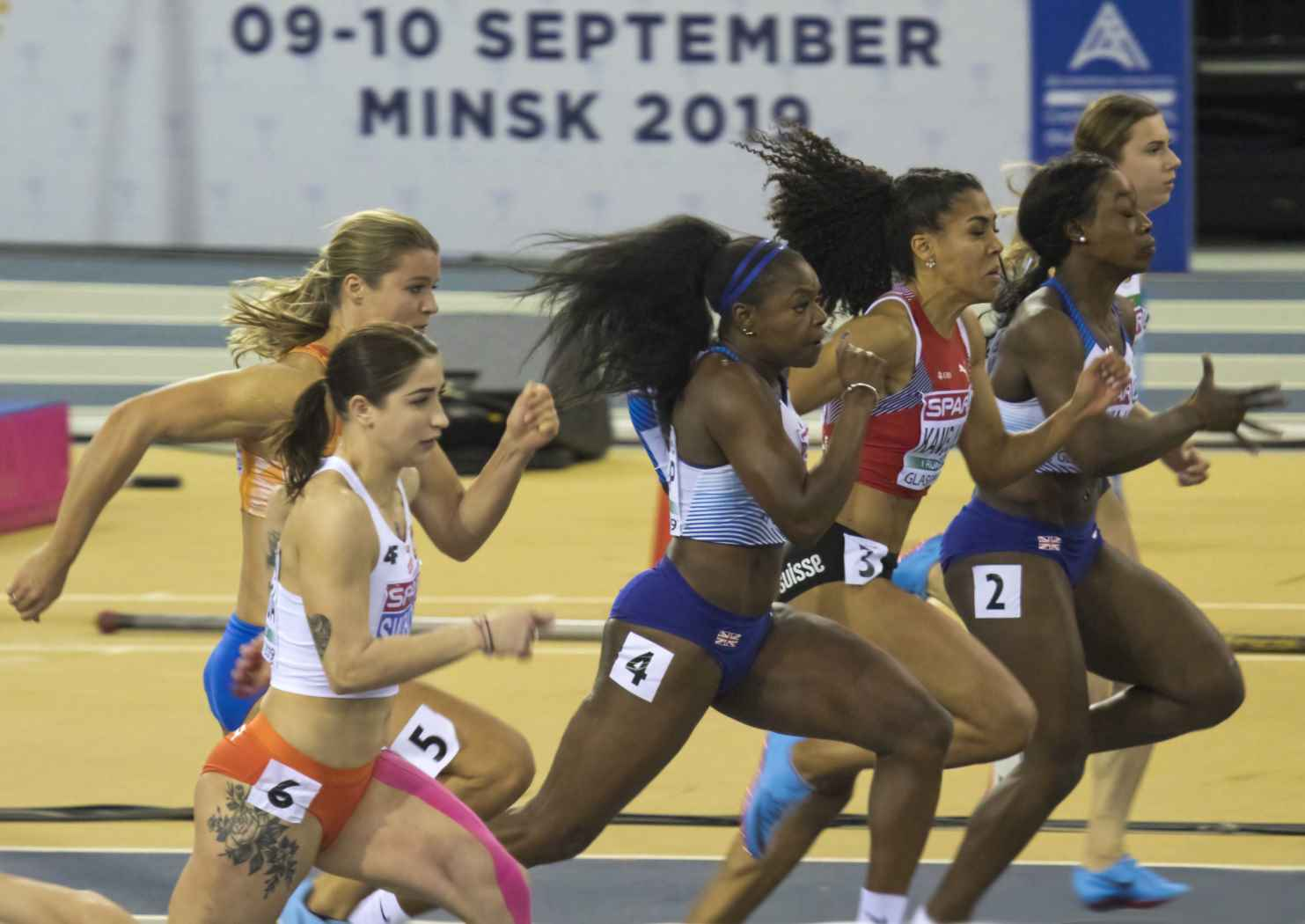
A final

| Posição           | Raia | Atleta                  | Nacionalidade | Tempo | Notas                |
| ----------------- | ---- | ----------------------- | ------------- | ----- | -------------------- |
| Medalha de ouro   | 6    | Ewa Swoboda             | Polónia       | 7.09  |                      |
| Medalha de prata  | 5    | Dafne Schippers         | Países Baixos | 7.14  | Recorde da temporada |
| Medalha de bronze | 4    | Asha Philip             | Grã-Bretanha  | 7.15  |                      |
| 4                 | 2    | Kristal Awuah           | Grã-Bretanha  | 7.15  | Recorde pessoal      |
| 5                 | 3    | Mujinga Kambundji       | Suíça         | 7.16  |                      |
| 6                 | 8    | Maja Mihalinec          | Eslovênia     | 7.21  | Recorde pessoal      |
| 7                 | 1    | Krystsina Tsimanouskaya | Bielorrússia  | 7.26  |                      |
| 8                 | 7    | Ajla Del Ponte          | Suíça         | 7.30  |                      |

Legenda
| Recorde mundial       | Recorde mundial (World record)               |                       | Recorde africano                      | Recorde africano (African) |                                           | Q | Classificado por posição (Qualified) |
| Recorde do campeonato | Recorde do campeonato (Championship record)  | Recorde da América    | Recorde da América (Americas)         | q                          | Classificado por melhor tempo (Qualified) |   |                                      |
| Melhor marca do ano   | Melhor marca do ano (World leading)          | Recorde asiático      | Recorde asiático (Asian)              | DNS                        | Não largou (Did not start)                |   |                                      |
| Recorde nacional      | Recorde nacional (National record)           | Recorde europeu       | Recorde europeu (European)            | DNF                        | Não terminou (Did not finish)             |   |                                      |
| Recorde pessoal       | Recorde pessoal do atleta (Personal best)    | Recorde da Oceania    | Recorde da Oceania (Oceania)          | DSQ / DQ                   | Desclassificado (Disqualified)            |   |                                      |
| Recorde da temporada  | Recorde da temporada do atleta (Season best) | Recorde sul-americano | Recorde sul-americano (South America) | NM                         | Sem marca (No mark)                       |   |                                      |